# Archiwum Artystyczne i Biblioteka Teatru im. Juliusza Słowackiego w Krakowie
Archiwum Artystyczne i Biblioteka Teatru im. Juliusza Słowackiego w Krakowie – ośrodek dokumentacji pracy artystycznej Teatru im. Juliusza Słowackiego oraz informacji naukowej dotyczącej dziejów krakowskiego teatru XIX i XX wieku o charakterze placówki muzealnej. Zbiory należą do największych i najcenniejszych zasobów teatralnych w Polsce. 
Zbiory muzealno-biblioteczne:
- rękopisy i druki sztuk wystawianych w Krakowie w latach 1838 - 1893;
- rękopisy, maszynopisy, druki sztuk wystawianych w Teatrze im. Juliusza Słowackiego (dawniej Miejskim) w latach 1893-2003.
- Nuty z muzyką do przedstawień po 1893 r.
- Afisze teatru krakowskiego z lat 1865-1870 i 1874-1893 oraz afisze i plakaty Teatru Miejskiego (im. Juliusza Słowackiego) po 1893 r.
- Programy Teatru im. J. Słowackiego po 1911 r.
- Wycinki prasowe od 1893 r. (udostępnia się wycinki po 1919 r.).
- Dokumentacja fotograficzna przedstawień z lat 1893-2003.
- Projekty scenograficzne po 1911 r.
- Czasopisma teatralne po 1945 r.
- Dokumentacja audiowizualna przedstawień.
- korespondencja teatralna, fotografie prywatne aktorów, itp.
- Podręczny księgozbiór teatralny